# TYC 2505-672-1
Désignations
TYC 2505-672-1, également désignée AS Leonis Minoris (en abrégé AS LMi), est un système stellaire binaire à éclipses. Il s'agit du système binaire à éclipse ayant aussi bien la plus longue période connue — 69,1 ans — que la durée d'éclipse la plus longue — environ 3,5 ans.
Le système, situé à 10 000 années-lumière de la Terre dans la constellation boréale du Petit Lion, est composé de deux étoiles géantes rouges en orbite l’une autour de l’autre. La distance entre les deux étoiles est estimée à un peu plus de 20 unités astronomiques, soit à peu près la distance entre le Soleil et Uranus. La prochaine éclipse du système est prévue en 2080.
Pour expliquer les observations, les astronomes avancent l'idée qu'un disque étendu de matériaux opaques entoure une des deux étoiles, disque qui proviendrait de l'expulsion de la couche externe de l'étoile en question qui formerait un nuage de matière autour de son noyau. Quand le nuage passe devant l'autre étoile, les télescopes captent une baisse de luminosité. Rien d’autre ne semble assez grand pour bloquer une étoile des mois de suite.